# 사랑의 인사 (1994년 11월 드라마)
《사랑의 인사》는 KBS 2TV에서 1994년 11월 1일부터 1995년 4월 25일까지 방영되었으며, 대학 국문학과 1학년생들이 주인공으로 대학 내 젊은이들의 사랑과 고뇌를 그리는 청춘 드라마이다.
한편, 뤼미에르 극장의 상호를 지나치게 근접 촬영하여 방송위원회로부터 1994년 12월 7일 주의를 받았으며 공동 연출자 전기상 PD가 1995년 3월 28일 모친상을 당하는 '이중고'를 겪게 되자 1995년 봄 개편으로 막을 내렸고 후속작으로는 개성시대가 편성됐다.

## 등장 인물
- 노현희
- 배용준 : 김영민 역
- 권오중 : 권희동 역
- 김경응 : 봉관 역
- 김광영 : 인혁역
- 김지호: 제갈종남역
- 이윤수: 정은역
- 김현주 : 김영희역, 영민의 누나
- 성현아 : 정해인 역
- 박준희 : 강은채 역
- 윤손하: 한나역
- 이의정: 민아역
- 이진아: 권희주역, 희동의 동생

## 방영목록
제 1 화 빗방울 전주곡
제 2 화 사랑할 시간이 많지 않다
제 3 화 남과 여
제 4 화 슬픈영화는 나를 울려요
제 5 화 겨울의 인사
제 6 화 사랑했지만
제 7 화 성적 매력이 뭐길래
제 8 화 추억은 힘이 세다
제 9 화 시 한편의 소동
제 10 화 장밋빛 스웨터
제 11 화 갈색모자가 바람에 흩날릴때
제 12 화 희동이는 왜 춤을 출까?
제 13 화 우리들 마음속에 별 하나
제 14 화 렛잇비(Let it be)
제 15 화 두 남매
제 16 화 아담의 두얼굴
제 17 화 겨울의 끝
제 18 화 그녀의 찬손
제 19 화 봄날은 간다
제 20 화 102호의 두여자
재 21 화 장밋빛 인생
제 22 화 세상에서 가장 달콤한 카푸치노
제 23 화 형
제 24 화 우리들의 4월
제 25 화 흐르는 강물처럼(마지막회)

## 이모저모
- 배용준 (김영민 역)은 해당 드라마 오디션에 캐스팅되면서 SBS 9시 수목 미니시리즈 사랑은 블루 캐스팅 제의를 고사했으며[4] 당시 이 작품의 김동하 역은 배용준 대신 박상민이 대타로 들어갔다.
- 성현아(정해인 역)는 해당 드라마 때문에 SBS 아스팔트 사나이와 MBC 도전 캐스팅 제의를 고사했다[5].

## 같이 보기
- 대한민국의 텔레비전 드라마